# Riten der Zhou
Die Riten der Zhou (chinesisch 周禮, Pinyin zhōulǐ), ursprünglich unter dem Titel Die Beamten der Zhou (周官,  zhōuguān) bekannt, werden auch gelegentlich Die Beamten und Riten der Zhou (周官禮,  zhōuguānlǐ) genannt und gehören zu den sogenannten Neun Klassikern (九經,  jiǔjīng). Dieses wahrscheinlich erst zur Zeit des Usurpators Wang Mang (reg. 9–23) verfasste Buch beschreibt sehr sorgfältig und detailliert die konfuzianischen Riten des Königreichs Zhou, wobei im Mittelpunkt Riten der Staatsführung stehen.